# 톰 티크베어

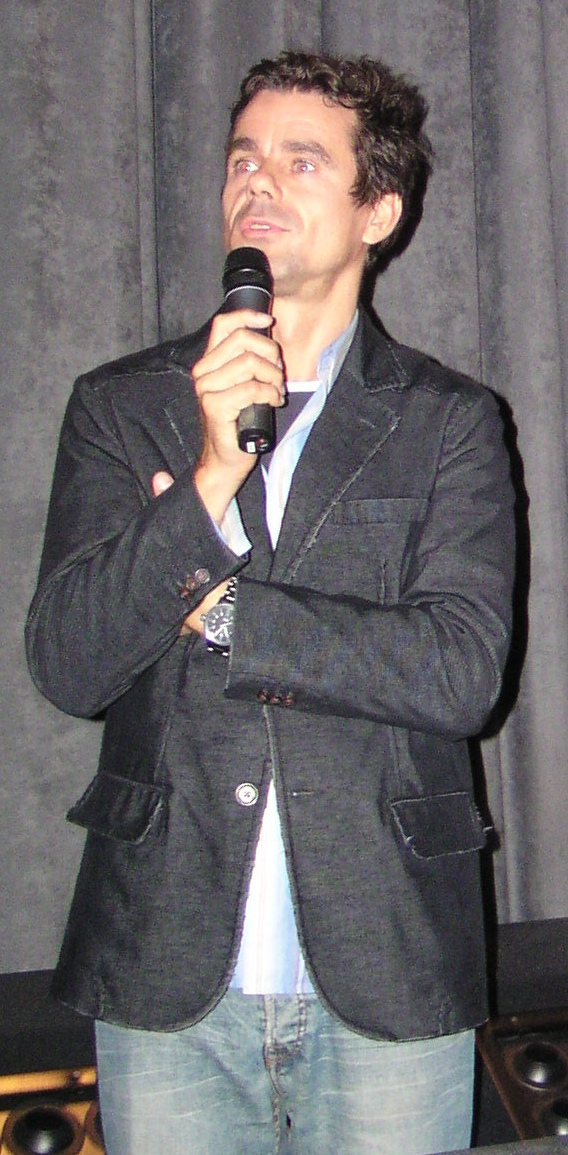
톰 티크베어

톰 티크버(Tom Tykwer, 1965년 5월 23일 ~ )는 독일의 영화 감독, 영화 제작자, 영화 각본가, 영화 음악 작곡가이다.

## 감독
- 2016년: 홀로그램 포 더 킹 (A Hologram for the King)
- 2012년: 클라우드 아틀라스 (Cloud Atlas)
- 2010년: 쓰리 (Three)
- 2009년: 인터내셔널 (The International)
- 2006년: 사랑해, 파리 (Paris, je t`aime)
- 2006년: 향수: 어느 살인자의 이야기 (Perfume : The Story of a Murderer)
- 2002년: 헤븐 (Heaven)
- 2000년: 공주와 전사 (The Princess And The Warrior / Der Krieger Und Die Kaiserin)
- 1998년: 롤라 런 (Lola Rennt)
- 1997년: 겨울잠 자는 사람들 (Wintersleepers / Winterschlafer)

## 각본
- 2016년: 홀로그램 포 더 킹 (A Hologram for the King)

- 2012년: 클라우드 아틀라스 (Cloud Atlas)
- 2010년: 쓰리 (Three)
- 2006년: 향수 : 어느 살인자의 이야기 (Perfume : The Story of a Murderer)
- 1998년: 롤라 런 (Lola Rennt)
- 1997년: 인생은 공사장 (Life Is All You Get / Das Leben ist eine Baustelle)

## 제작
- 2004년: 라우트로스 / 고요 (Lautlos)

## 음악
- 1998년: 롤라 런 (Lola Rennt)